# カルラン航空博物館
カルラン航空博物館はフィンランドの博物館である。

## 概要
フィンランド東南部キュメンラークソ県のコトカにあるキュミ空港の中の博物館部分がカルラン航空博物館に当たる。
1995年に600㎡の拡大が行われた。

## 展示品目
- Fw 44
- フーガ・マジステール
- MiG-21
- サーブ 35 ドラケン
- PIK-5
- ハラッカ
- PIK-7
- K-8B
- KK-1e Utu